# 고르디우스의 매듭

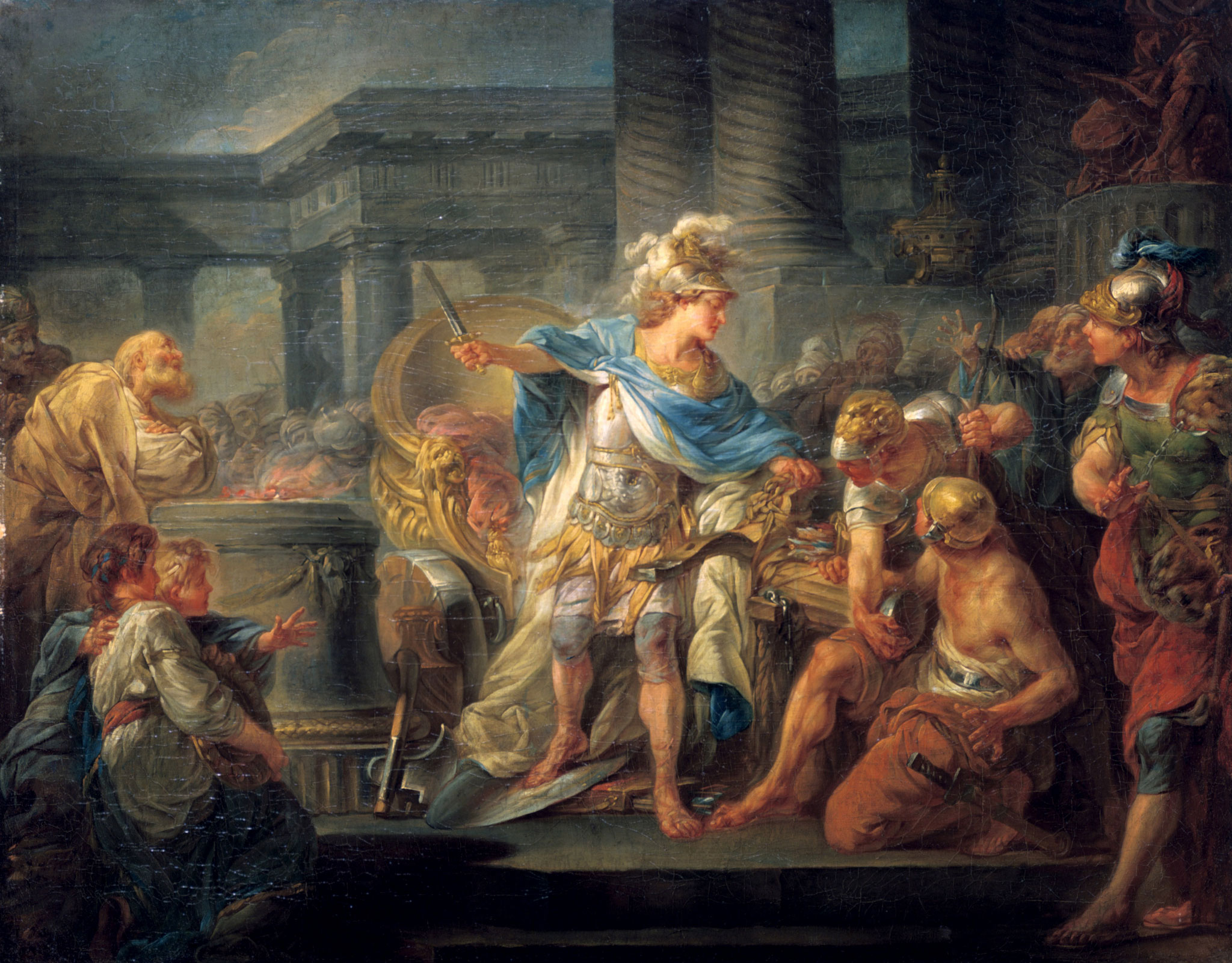
장시몽 베르텔레미(1743–1811)의 '알렉산드로스 대왕이 고르디아스의 매듭을 자르다'

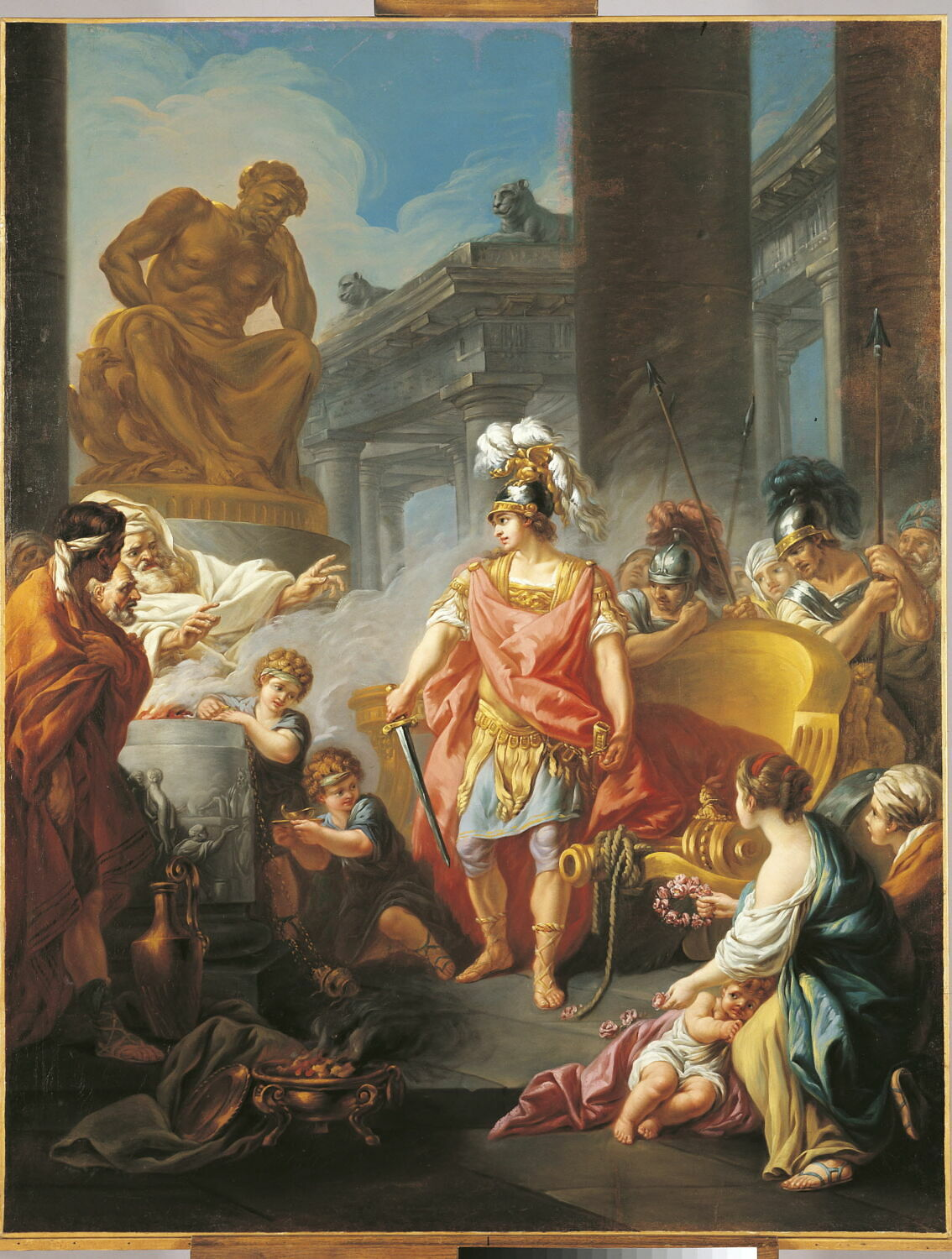
장 프랑수아 고드프로이의 '고르디아스의 매듭을 자르는 알렉산드로스 대왕'(1767)

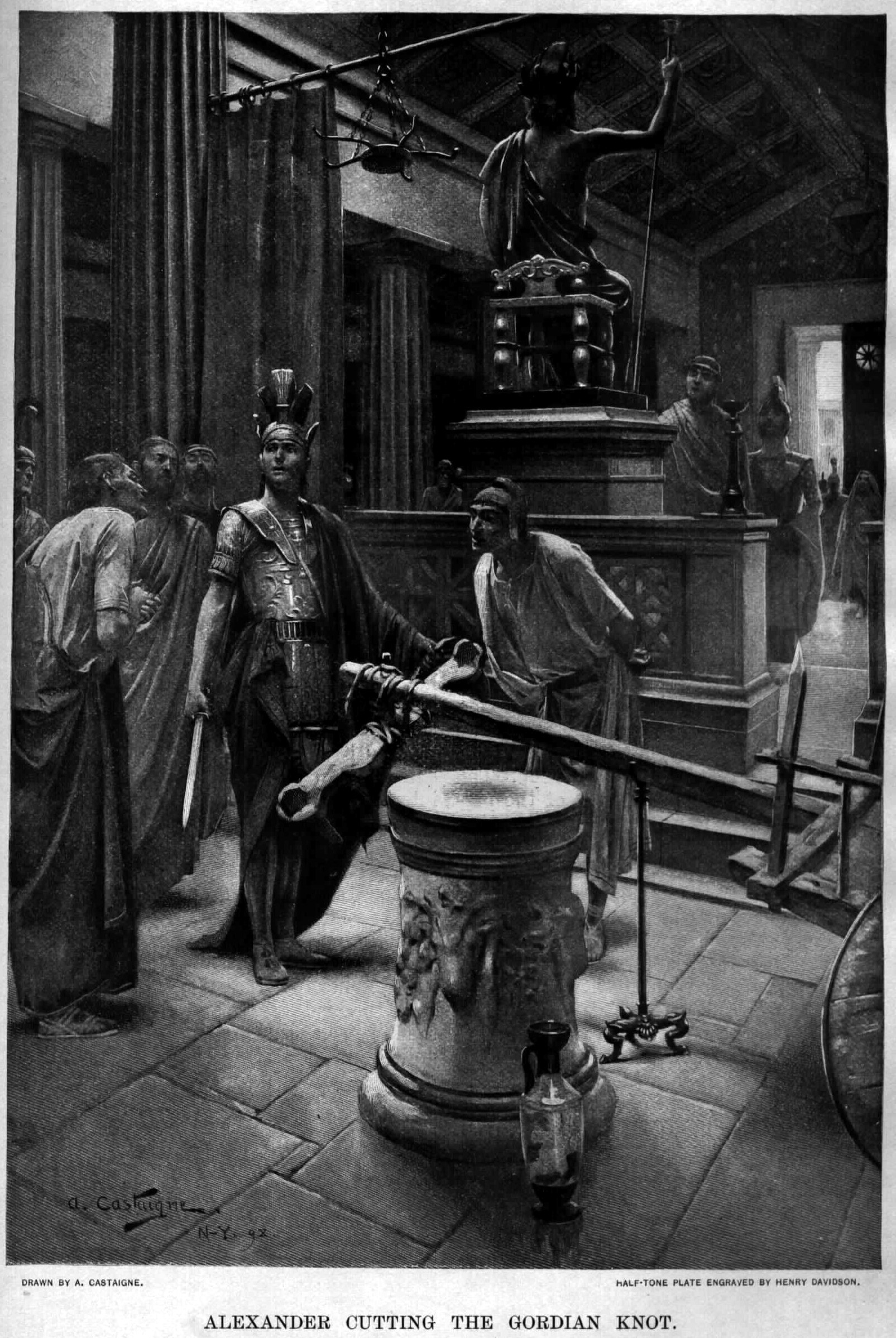
앙드레 카스테뉴의 '고르디아스의 매듭을 자르는 알렉산드로스 대왕'(1898–1899)

고르디우스의 매듭을 자르는 이야기는 프리기아의 고르디움에서 알렉산드로스 대왕과 관련된 고대 그리스의 전설로, 복잡하게 묶인 소달구지에 관한 것이다. 전해지는 바에 따르면, 이 매듭을 풀 수 있는 자는 아시아 전체를 통치할 운명이라고 했다. 기원전 333년에 알렉산드로스는 매듭을 풀라는 도전을 받았다. 그는 예상대로 애써 풀기보다는 극적으로 칼로 매듭을 잘라냈다. 이는 겉보기에 해결 불가능한 문제를 무력으로 해결하는 것에 대한 은유로 사용된다.
그를 어떤 정치적 목적에 돌리든,

그는 그것의 고르디아스의 매듭을 풀 것이다,

그의 거들처럼 익숙하게.— 윌리엄 셰익스피어, 헨리 5세 (희곡), Act 1 Scene 1. 45–47

## 전설
프리기아인들은 왕이 없었지만, 리키아의 옛 수도인 텔미수스의 신탁 (종교)은 소달구지를 몰고 도시로 들어오는 다음 남자가 왕이 될 것이라고 선포했다. 고르디아스라는 이름의 농부가 소달구지를 몰고 마을에 들어왔고, 즉시 왕으로 선포되었다. 감사하는 마음으로, 그의 아들 미다스는 그 소달구지를 프리기아의 신 사바지오스(그리스인들이 제우스와 동일시한 신)에게 바치고, 층층나무 껍질로 만든 복잡한 매듭으로 기둥에 묶었다. 이 매듭은 후에 로마 역사가 퀸투스 쿠르티우스 루푸스에 의해 "여러 매듭이 너무 단단히 얽혀 있어 어떻게 묶였는지 알 수 없을 정도"라고 묘사되었다.
기원전 4세기에 알렉산드로스 대왕이 도착했을 때, 그 소달구지는 고르디움에 있는 프리기아 옛 왕들의 궁전에 여전히 서 있었다. 당시 프리기아는 페르시아 제국의 사트라프 즉 속주로 전락한 상태였다. 한 신탁은 이 복잡한 매듭을 풀 수 있는 사람은 아시아 전체를 통치할 운명이라고 선언했다. 알렉산드로스 대왕은 그 매듭을 풀고 싶어 했지만, 매듭을 어떻게 풀든 상관없다는 결론에 도달하기 전까지는 애를 먹었다. 고대 문헌들은 그의 해결책에 대해 서로 다른 의견을 보인다. 이야기의 한 버전에서는, 그가 칼을 뽑아 한 번의 일격으로 매듭을 두 동강 냈다. 그러나 플루타르코스와 아리아노스는 아리스토불로스의 기록에 따르면 알렉산드로스가 멍에가 고정된 기둥에서 린치핀을 뽑아 끈의 두 끝을 노출시키고 매듭을 자르지 않고 풀 수 있었다고 전한다. 일부 고전 학자들은 이를 대중적인 이야기보다 더 설득력 있다고 본다. 이 이야기의 문헌적 출처로는 아리아노스의 《Anabasis Alexandri》(2.3), 퀸투스 쿠르티우스 루푸스의 《Historiae Alexandri Magni》(3.1.14), 유니아누스 유스티누스의 《폼페이우스 트로구스의 요약》(11.7.3), 그리고 클라우디우스 아일리아누스의 《동물의 본성에 대하여》(13.1) 등이 있다.
알렉산드로스 대왕은 후에 인더스 강과 옥수스 강까지 아시아를 정복하여, 예언을 부분적으로 성취했다.

## 해석
그 매듭은 사제와 여사제들이 지키는 종교적인 매듭 암호였을 수도 있다. 로버트 그레이브스는 그것이 디오니소스의 말로 표현할 수 없는 이름을 상징했을 수 있으며, 암호처럼 묶여서 세대에 걸쳐 사제들에게 전해지고 프리기아의 왕들에게만 공개되었을 것이라고 제안했다.
대중적인 우화와 달리, 진짜 신화학은 완전히 임의적인 요소를 거의 포함하지 않는다. 이 신화 전체는 중앙 아나톨리아 왕국의 왕조 교체에 정당성을 부여하기 위해 고안된 것으로 보인다. 따라서 알렉산드로스의 "매듭을 잔인하게 자른 행위 … 는 고대의 질서를 끝냈다."

소달구지는 단순히 지역적 이동이 아닌 더 긴 여정을 암시하며, 아마도 알렉산드로스 대왕이 잘 알고 있었을 마케도니아 왕국의 입증된 기원 신화와 연관될 수 있다. 이 기원 신화에 따르면, 새로운 왕조는 아주 오래된 것이 아니라, 그리스 기록에서 마찬가지로 에포님인 농부 또는 지역에서 입증된, 진짜 프리기아인으로 묘사되는 지역적이지만 사제 계급이 아닌 "외부인" 계층에서 기원했으며, 그 소달구지로 상징된다. 롤러(1984)는 그리스 기록에서 진짜 프리기아 요소를 분리하고, 민담 요소와 종교적 요소를 발견하여 왕조의 창시자를 "제우스"와 키벨레 숭배와 연결한다.
다른 그리스 신화는 정복권에 의해 왕조를 정당화하지만(카드모스와 비교), 이 신화에서 강조된 정당화 신탁은 이전 왕조가 미확인 신탁 신과 연합된 사제-왕들의 혈통이었음을 시사한다.

## 같이 보기
- 아포리아
- 아르키메데스 점
- 콜럼버스의 달걀
- 끝없는 매듭
- 괴델의 허점
- 코바야시 마루
- 우로보로스
- 주권
- 세잎매듭
- 멍에와 화살
- 고약한 문제
- 세계 수수께끼(독일어: Welträtsel)

## 내용주
1. ↑  소달구지는 예술 작품에서 종종 전차로 묘사되는데, 이는 권력과 군사적 준비의 상징으로 더 쉽게 읽힐 수 있게 했다. 그의 지위는 또한 이전에 그의 수레에 착지한 독수리에 의해 예언되기도 했는데, 이는 신들로부터의 징조였다.
2. ↑  아리아노스와 플루타르코스는 2차 자료이며, 아리스토불로스의 원본은 소실되었다.